# Glyptothorax exodon
Glyptothorax exodon är en fiskart som beskrevs av Ng och Ike Rachmatika 2005. Glyptothorax exodon ingår i släktet Glyptothorax och familjen Sisoridae. Inga underarter finns listade i Catalogue of Life.